# Gurjinder Kumar
Gurjinder Singh Kumar (Panjabi ਗੁਰਜਿੰਦਰ ਸਿੰਘ ਕੁਮਾਰ; * 10. Oktober 1990 in Nawanshahr), oder kurz Gurjinder Kumar, ist ein indischer Fußballspieler auf der Position eines Linksverteidigers. Er ist ehemaliger Spieler der indischen Fußballnationalmannschaft und ist aktuell bei NorthEast United in Guwahati aktiv.

## Karriere

### Verein
Seine Vereinskarriere verbrachte Kumar bisher in seiner indischen Heimat. Er begann seine Karriere an der Tata Football Academy, einer renommierten Fußballschule in Jamshedpur. 2010 wechselte er in die Profiabteilung des Pune FC in der erstklassigen I-League und erreichte mit der Mannschaft in seiner Debütsaison den fünften Tabellenplatz. Nach vier Jahren verließ er Pune und schloss sich den Salgaocar Sports Club in Goa an. Er konnte sich jedoch nicht als Stammspieler etablieren und wurde bereits 2015 an das Fußball-Franchise FC Pune City verliehen. Nach einer kurzen aber erfolglosen Station bei Minerva Punjab wechselte Kumar 2017 zum Ligakonkurrenten Mohun Bagan in die Hauptstadt Kalkutta. Hier gewann er 2017 mit dem Sikkim Gold Cup und zwei Jahre später mit der regionalen Meisterschaft der Calcutta Football League seine ersten Vereinstitel. 2020 gewann Kumar mit Mohun Bagan vor den großen Stadtrivalen East Bengal Club die indische Meisterschaft. Seit November 2020 steht er im Kader des Fußball-Franchise NorthEast United in der Indian Super League.

### Nationalmannschaft
Nachdem Kumar bereits im Kader der U-23 Auswahl von Indien zwei Spiele absolvierte, u. a. gegen die Mannschaft von Katar (3:1), gab er sein Debüt für die Indische Fußballnationalmannschaft am 27. Februar 2012, im Rahmen eines Freundschaftsspiels, gegen die Auswahl von Aserbaidschan (3:0). Zusammen mit Clifford Miranda, Gouramangi Singh und Torjäger Sunil Chhetri stand er im Aufgebot Indiens in den Qualifikationsspielen zum AFC Challenge Cup 2014 und kam er in den Partien gegen Taiwan (2:1), Guam (0:4) und Myanmar (1:0) zum Einsatz. Seinen letzten Einsatz bestritt er, im Rahmen eines Freundschaftsspiels am 15. November 2013, gegen die Auswahl der Philippinen (1:1).

### Erfolge
Verein
- Indischer Meister: 2020
- Calcutta Football League: 2019
- Sikkim Gold Cup: 2017